# Gimnastyka na Letnich Igrzyskach Olimpijskich 2012
Gimnastyka na Letnich Igrzyskach Olimpijskich 2012 rozgrywana była w dniach od 28 lipca do 12 sierpnia 2012. Zawody odbyły się w  The O2 (gimnastyka sportowa i skoki na trampolinie) oraz Wembley Arena (gimnastyka artystyczna).

## Konkurencje
| Mężczyźni | Kobiety |
| --- | --- |
| Gimnastyka sportowa | |
| - ćwiczenia wolne - ćwiczenia na koniu z łękami - ćwiczenia na kółkach - ćwiczenia na poręczach - ćwiczenia na drążku - skoki - wielobój indywidualny - wielobój drużynowy | - ćwiczenia wolne - ćwiczenia na poręczach asymetrycznych - ćwiczenia na równoważni - skoki - wielobój indywidualny - wielobój drużynowy |
| Gimnastyka artystyczna | |
| | - wielobój indywidualny - zawody drużynowe                                                                                               |
| Skoki na trampolinie | |
| - skoki na trampolinie | - skoki na trampolinie |

## Medaliści

### Gimnastyka sportowa

#### Mężczyźni
| Konkurencja                 | Złoto                                                 | Wynik   | Srebro                                                              | Wynik   | Brąz                                                                       | Wynik   |
| Ćwiczenia wolne             | Zou Kai                                               | 15.833  | Kōhei Uchimura                                                      | 15.766  | Dienis Ablazin                                                             | 15.666  |
| Ćwiczenia na koniu z łękami | Krisztián Berki                                       | 16.066  | Louis Smith                                                         | 16.066  | Max Whitlock                                                               | 15.600  |
| Ćwiczenia na kółkach        | Arthur Zanetti                                        | 15.900  | Chen Yibing                                                         | 15.800  | Matteo Morandi                                                             | 15.733  |
| Ćwiczenia na poręczach      | Feng Zhe                                              | 15.966  | Marcel Nguyen                                                       | 15.800  | Hamilton Sabot                                                             | 15.566  |
| Ćwiczenia na drążku         | Epke Zonderland                                       | 16.533  | Fabian Hambüchen                                                    | 16.400  | Zou Kai                                                                    | 16.366  |
| Skoki                       | Yang Hak-seon                                         | 16.533  | Dienis Ablazin                                                      | 16.399  | Ihor Radiwiłow                                                             | 16.316  |
| Wielobój indywidualny       | Kōhei Uchimura                                        | 92.690  | Marcel Nguyen                                                       | 91.031  | Danell Leyva                                                               | 90.698  |
| Wielobój drużynowy          | Chiny · Chen Y., Feng Z., Guo W., · Zhang Ch., Zou K. | 275.977 | Japonia · R. Katō, K. Tanaka, Y. Tanaka, · K. Uchimura, K. Yamamuro | 271.952 | Wielka Brytania · S. Oldham, D. Purvis, L. Smith, · K. Thomas, M. Whitlock | 271.771 |

#### Kobiety
| Konkurencja             | Złoto                                                                           | Wynik   | Srebro                                                                    | Wynik   | Brąz                                                                          | Wynik   |
| Ćwiczenia wolne         | Alexandra Raisman                                                               | 15.600  | Catalina Ponor                                                            | 15.200  | Alija Mustafina                                                               | 14.900  |
| Ćwiczenia na poręczach  | Alija Mustafina                                                                 | 16.133  | He Kexin                                                                  | 15.933  | Elizabeth Tweddle                                                             | 15.916  |
| Ćwiczenia na równoważni | Deng Linlin                                                                     | 15.600  | Sui Lu                                                                    | 15.500  | Alexandra Raisman                                                             | 15.066  |
| Skoki                   | Sandra Izbaşa                                                                   | 15.191  | McKayla Maroney                                                           | 15.083  | Marija Pasieka                                                                | 15.050  |
| Wielobój indywidualny   | Gabrielle Douglas                                                               | 62.232  | Wiktorija Komowa                                                          | 61.973  | Alija Mustafina                                                               | 59.566  |
| Wielobój drużynowy      | Stany Zjednoczone · G. Douglas, Mc K. Maroney, A. Raisman, · K. Ross, J. Wieber | 183.596 | Rosja · K. Afanasjewa, A. Griszyna, W. Komowa, · A. Mustafina, M. Pasieka | 178.530 | Rumunia · D. L. Bulimar, D. M. Chelaru, · L. A. Iordache, S. Izbaşa, C. Ponor | 176.414 |

### Gimnastyka artystyczna
| Konkurencja           | Złoto                                                                                            | Wynik   | Srebro                                                                                             | Wynik   | Brąz                                                                                    | Wynik   |
| Wielobój indywidualny | Jewgienija Kanajewa                                                                              | 116.900 | Darja Dmitrijewa                                                                                   | 114.500 | Liubou Czarkaszyna                                                                      | 111.700 |
| Zawody drużynowe      | Rosja · A. Blizniuk, U. Donskowa, · K. Dudkina, A. Makarienko, · A. Nazarienko, K. Siewastjanowa | 57.000  | Białoruś · M. Hanczarowa, A. Iwankowa, · N. Leszczyk, A. Narkiewicz, · K. Sankowicz, A. Tumiłowicz | 55.500  | Włochy · E. Blanchi, R. Laurito, · M. Pagnini, E. Santoni, · A. Savrajuk, A. Stefanescu | 55.450  |

### Skoki na trampolinie
| Konkurencja | Złoto               | Wynik  | Srebro          | Wynik  | Brąz        | Wynik  |
| Mężczyźni   | Dong Dong           | 62.990 | Dmitrij Uszakow | 61.769 | Lu Chunlong | 61.319 |
| Kobiety     | Rosannagh MacLennan | 57.305 | Huang Shanshan  | 56.730 | He Wenna    | 55.950 |

## Tabela medalowa
| Miejsce | Państwo           | Złoto | Srebro | Brąz | Razem |
| ------- | ----------------- | ----- | ------ | ---- | ----- |
| 1       | Chiny             | 5     | 4      | 3    | 12    |
| 2       | Rosja             | 3     | 5      | 4    | 12    |
| 3       | Stany Zjednoczone | 3     | 1      | 2    | 6     |
| 4       | Japonia           | 1     | 2      | 0    | 3     |
| 5       | Rumunia           | 1     | 1      | 1    | 3     |
| 6       | Brazylia          | 1     | 0      | 0    | 1     |
| 6       | Kanada            | 1     | 0      | 0    | 1     |
| 6       | Korea Południowa  | 1     | 0      | 0    | 1     |
| 6       | Holandia          | 1     | 0      | 0    | 1     |
| 6       | Węgry             | 1     | 0      | 0    | 1     |
| 7       | Niemcy            | 0     | 3      | 0    | 3     |
| 8       | Wielka Brytania   | 0     | 1      | 3    | 4     |
| 9       | Białoruś          | 0     | 1      | 1    | 2     |
| 10      | Włochy            | 0     | 0      | 2    | 2     |
| 11      | Ukraina           | 0     | 0      | 1    | 1     |
| 11      | Francja           | 0     | 0      | 1    | 1     |
|         | Razem             | 18    | 18     | 18   | 54    |